# دانيال غاغنهايم
دانيال غاغنهايم (بالإنجليزية: Daniel Guggenheim) هو شخصية أعمال أمريكي، ولد في 9 يوليو 1856 في فيلادلفيا في الولايات المتحدة، وتوفي في 28 سبتمبر 1930 في بورت واشنطن في الولايات المتحدة.

## وصلات خارجية
- دانيال غاغنهايم على موقع الموسوعة البريطانية (الإنجليزية)
- دانيال غاغنهايم على موقع إن إن دي بي (الإنجليزية)